# Дані Мота
Дані Мота Карвалью (порт. Dany Mota Carvalho, нар. 2 травня 1998, Нідеркорн) — португальський футболіст, нападник італійського клубу «Монца».

## Клубна кар'єра
Народився 2 травня 1998 року в Нідеркорні, Люксембург, у сім'ї португальських іммігрантів, через що має як люксембурзьке, так і португальське громадянство. Почав свою футбольну кар'єру в Люксембурзі у клубі «Петанж», за яку зіграв 14 ігор чемпіонату і забив 2 голи.
17 вересня 2015 року перейшов на правах оренди в італійську «Віртус Ентеллу» з Серії В. Дебютував за першу команду 14 травня 2016 року в матчі Серії В 2015/16 проти «Авелліно» і загалом в тому сезоні зіграв 2 гри, після чого підписав з італійцями повноцінний контракт. 17 квітня 2017 року Мота забив свій перший гол за «Віртус» в нічиїй 1:1 проти «Тернани». Але і цього сезону основним гравцем не був, зігравши лише 6 ігор. Наступного сезону Мота провів три виступи в лізі та один у Кубку Італії, не забивши голів, а його команда вилетіла до третього дивізіону. Втім другу частину того сезону Мота провів у «Сассуоло», де виступав виключно за молодіжну команду.
У Серії C Дані Мота зумів закріпитись в основі «Віртуса» і в сезоні 2018/19 років забив 13 голів в 35 матчах чемпіонату, допомігши команді посісти 1 місце та повернутись до Серії В. Висока результативність гравця привернула увагу вищолігових клубів і 5 серпня 2019 року Мота приєднався до «Ювентуса». Чемпіони Італії перевели його до своєї резервної команди, що грала у Серії С — «Ювентус U23»
Мота там забив сім голів в 20 матчах у першій половині чемпіонату сезону 2019/20, після чого 20 січня 2020 року перейшов на правах оренди в «Монцу» на півроку з зобов'язанням викупити на випадок виходу «Монци» до Серії В. У шести іграх в новій команді Мота забив два голи, перш ніж сезон дочасно припинили через COVID-19; а «Монца» була визнана чемпіоном Серії С, і вийшла до Серії В, вперше за 19 років, таким чином запускаючи пункт угоди, за яким гравець став повноцінним футболістом «Монци»

## Міжнародна кар'єра
5 вересня 2019 року Мота дебютував за збірну Португалії до 21 року, в грі кваліфікації до молодіжного чемпіонату Європи 2021 року проти Гібралтару (4:0), в якій забив гол. Загалом Дані забив чотири голи в кваліфікації, допомагаючи Португалії вийти у фінальний турнір в Угорщині та Словенії. Там в матчі проти Англії Мота відзначився голом, який допоміг його команді перемогти 2:0 та вийти з групи.

## Особисте життя
Мота володіє п'ятьма мовами: португальською, італійською, німецькою, французькою та люксембурзькою. Його кумиром є співвітчизник Кріштіану Роналду. Мота також слідкує за НБА і є шанувальником Леброна Джеймса.

## Статистика
| Клуб           | Сезон   | Чемпіонат       | Чемпіонат | Чемпіонат | Кубок | Кубок | Інше | Інше  | Всього | Всього |
| Клуб           | Сезон   | Ліга            | Ігор      | Голів     | Ігор  | Голів | Ігор | Голів | Ігор   | Голів  |
| -------------- | ------- | --------------- | --------- | --------- | ----- | ----- | ---- | ----- | ------ | ------ |
| «Петанж»       | 2014–15 | Дивізіон Пошани | 14        | 2         | -     | -     | -    | -     | 14     | 2      |
| Віртус Ентелла | 2015–16 | Серія B         | 2         | 0         | -     | -     | -    | -     | 2      | 0      |
| Віртус Ентелла | 2016–17 | Серія В         | 6         | 1         | 0     | 0     | -    | -     | 6      | 1      |
| Віртус Ентелла | 2017–18 | Серія В         | 3         | 0         | 1     | 0     | -    | -     | 4      | 0      |
| Віртус Ентелла | 2018–19 | Серія C         | 35        | 13        | 4     | 1     | 0    | 0     | 39     | 14     |
| Віртус Ентелла | Всього  | Всього          | 46        | 14        | 5     | 1     | 0    | 0     | 51     | 15     |
| «Ювентус U23»  | 2019–20 | Серія С         | 20        | 7         | -     | -     | 4    | 1     | 24     | 8      |
| «Монца»        | 2019–20 | Серія С         | 6         | 2         | -     | -     | -    | -     | 6      | 2      |
| «Монца»        | 2020–21 | Серія В         | 28        | 5         | 1     | 1     | -    | -     | 29     | 6      |
| «Монца»        | Всього  | Всього          | 34        | 7         | 1     | 1     | 0    | 0     | 35     | 8      |
| Загалом        | Загалом | Загалом         | 114       | 30        | 1     | 1     | 4    | 1     | 124    | 33     |

## Досягнення
«Віртус Ентелла»
- Переможець Серії С (Група А): 2018/19

«Монца»
- Переможець Серії С (Група А): 2019/20